# Heng On (stacja MTR)
Heng On (chiński: 恆安) – jedna ze stacji MTR, systemu szybkiej kolei w Hongkongu, na Ma On Shan  Line. Została otwarta 21 grudnia 2004. 
Znajduje się w pobliżu obszaru Heng On, w dzielnicy Sha Tin, w Nowych Terytoriach.